# Hôtel de ville de Middelbourg

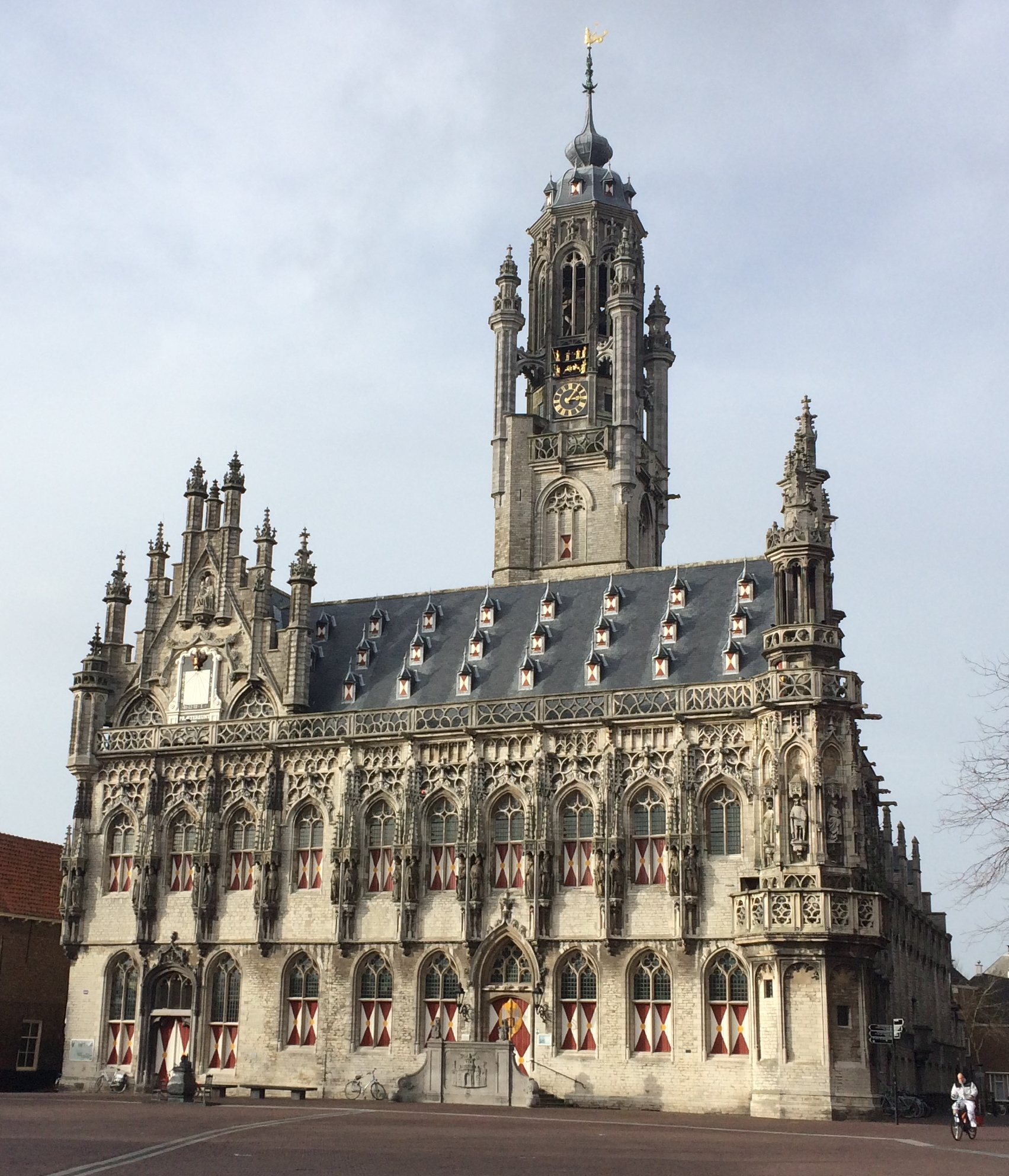
Hôtel de ville de Middelbourg

L'hôtel de ville de Middelbourg est un édifice situé sur le Markt (place du marché) à Middelbourg, une ville de Zélande, aux Pays-Bas.
Le bâtiment actuel, reconstruit au XVIe siècle après un incendie, est le plus bel édifice de la ville. Son beffroi et sa façade principale, véritables dentelles de pierre, en font l'un des exemples les plus achevés du gothique brabançon flamboyant.

## Historique
La construction de l'hôtel de ville de Middelbourg commence en 1452 sous la direction de plusieurs générations d'architectes flamands appartenant à la famille Keldermans et s'achève en 1520.

## Description
L'hôtel de ville, de style gothique tardif ou flamboyant, a une façade agrémentée de fenêtres aux volets rouge et blanc, de tourelles et de vingt-cinq statues représentant les comtes et comtesses de Zélande. Sa tour, ou beffroi, abrite une cloche et un carillon ainsi qu'un mécanisme faisant fonctionner son horloge monumentale. Les habitants de la ville surnomment la tour « Malle Betje », parce que sa cloche sonne toujours en retard par rapport à celle du « Lange Jan », le clocher (nl) de l'abbaye. Autrefois, une halle à la viande était établie dans l'hôtel de ville. Son espace est maintenant utilisé comme espace d'exposition en accès libre présentant une collection d'art contemporain.
L'intérieur de l'hôtel de ville a complètement brûlé en 1940, entraînant la perte de peintures et parchemins anciens.
Depuis 2004, l'Académie Roosevelt est située dans l'hôtel de Ville.